# 2004 KV18
2004 KV18 — троянський астероїд Нептуна на витягнутій орбіті, діаметр об'єкта 70 км. Уперше спостерігався 24 травня 2004 року астрономами обсерваторії Мауна-Кеа на Гавайях, США. Восьмий відкритий троянець Нептуна, другий у точці Лагранжа L5.

## Орбіта і класифікація
Троянці Нептуна є резонансними транснептуновими об'єктами в резонансі 1:1 з Нептуном. Такі троянці мають велика піввісь орбіти й періодом обертання, приблизно рівними параметрам орбіти Нептуна (30,10 а. о.; 164,8 року).
2004 KV18 належить до групи астероїдів у точці Лагранжа L5, яка розташовується на 60° перед Нептуном на його орбіті. Об'єкт обертається навколо Сонця на відстані 24,7—36,1 а. о. з періодом 167 років і 8 місяців (61 250 днів). Орбіта має досить великий ексцентриситет 0,19 і нахил 14° відносно екліптики.

## Фізичні характеристики

### Діаметр і альбедо
На основі перекладу зоряної величини до діаметра отримана оцінка діаметра 71 км при абсолютній зоряній величині 8,9 в припущенні альбедо 0,10. Це один із найменших об'єктів серед перших 17 відкритих троянців Нептуна, характерні розміри яких варіюються від 60 до 200 км. За іншими оцінками, при більшому альбедо діаметр становить близько 56 кілометрів.